# Han Seung-yeon
Han Seung-yeon (Hangul: 한승연) est une actrice, chanteuse et danseuse sud-coréenne, née le 24 juillet 1988 à Séoul. Elle était membre du girl group Kara.

## Filmographie

### Films
- 2013 : Epic : La Bataille du royaume secret (Epic) de Chris Wedge : Mary Katherine (voix)
- 2013 : Kara l'animation : elle-même
- 2014 : Her Lovely Heels (여자만화구두 극장판) de Ahn Gil-ho et Min Yong-geun : Sin Ji-hoo

### Séries télévisées
- 1997 : Star in My Heart (별은 내가슴에)
- 2010 : More Charming by the Day (볼수록 애교만점) : caméo
- 2011 : Urakara : Seungyeon
- 2012 : Salamander Guru and The Shadows (도롱뇽도사와 그림자 조작단) : caméo
- 2013 : A Bit of Love ou Pure Love (일말의 순정): Kim Seon-mi
- 2013 : Jang Ok-jeong (장옥정) : Choi Sook-bin
- 2014 : Her Lovely Heels ou Women, Comics and Shoes (여자만화 구두) : Sin Ji-hoo
- 2014 : Jang Bo-ri Is Here! (왔다! 장보리) : Lee Ga-eul
- 2014 : Kara : Secret Love (시크릿 러브) : Ji-hye
- 2014 : Guitar and Hot Pants (드라마 페스티벌 - 기타와 핫팬츠) : Anna
- 2016 : Age of Youth
- 2017: Age of Youth 2[1]

## Discographie

### Albums coréens
- The First Blooming (2007)
- Revolution (2009)
- Step (2011)
- Full Bloom (2013)

### Albums japonais
- Girl's Talk (2010)
- Super Girl (2011)
- Girls Forever (2012)
- Fantastic Girls (2013)
- Girl's Story (2015)

### En solo

#### Singles
- Nolleowa - Nassun (avec Han Seung-yeon) (2009)
- Gijeok - Han Seung-yeon (bande originale de Welcome to my House) (2009)
- Dugeunduguen Tomorrow - 4 Tomorrow (avec Han Seung-yeon) (2009)